# Ольмерт, Мордехай
Мордехай Ольмерт (ивр. מרדכי אולמרט‎; 16 января 1908, Бугуруслан, Самарская губерния — 30 марта 1998, Израиль) — израильский политический и общественный деятель, депутат кнессета 3-го и 4-го созывов от движения «Херут».

## Биография
Родился 16 января 1908 года в Бугуруслане (Самарская губерния, ныне Оренбургская область) в семье Иосифа Ольмерта и его жены Михли. Дед Ольмерта был кантонистом, этимология фамилии не ясна, по семейной легенде она возникла на основе воспоминаний кантониста о его настоящей фамилии.
В 1919 году семья Ольмерт иммигрировала в город Цицикар (Китай). В 1927 году семья переехала в Харбин, здесь Мордехай окончил политехнический институт. В юности был поклонником Владимира Жаботинского. Был одним из основателей «Еврейской студенческой организации» и движения «Бейтар» в Харбине.
Работал учителем русского языка в китайской школе в городе Шуань. В 1931—1933 годах по заданию Бейтара находился в Голландии и изучал сельское хозяйство.
В 1933 году репатриировался в Подмандатную Палестину. До 1939 года занимался сельским хозяйством в Хадере.
В 1947 году направлен организацией Иргун в Китай, в 1949 году вернулся в Израиль и возглавил поселенческий отдел движения «Херут». Был одним из основателей мошава Нахлат Жаботинский (ныне Биньямина — Гиват-Ада).
В 1955 году избран депутатом кнессета 3-го созыва, был членом комиссии по экономике и комиссии по труду.
В 1959 году избран депутатом кнессета 4-го созыва, был членом комиссии по экономике, комиссии по образованию и культуре и комиссии по внутренним делам.
В 1965 году покинул «Херут» и стал одним из основателей партии «Свободный центр».
Умер в 1998 году. Был женат на Белле Вагман, в браке родилось четверо сыновей. Один из его сыновей — премьер-министр Израиля (2006—2009) Эхуд Ольмерт.